# Joris Kramer
Joris Kramer (* 2. August 1996 in Heiloo) ist ein niederländischer Fußballspieler. Der Innenverteidiger steht bei den Go Ahead Eagles Deventer unter Vertrag.

## Erfolge
- Niederländischer Pokalsieger: 2025